# Tal Nāz
Tal Nāz (persiska: تَلنار, Talnār, تل ناز, Taknār, تَكنار) är en ort i Iran.   Den ligger i provinsen Mazandaran, i den norra delen av landet, 180 km nordost om huvudstaden Teheran. Antalet invånare är 140.
Terrängen runt Tal Nāz är mycket platt. Runt Tal Nāz är det tätbefolkat, med 636 invånare per kvadratkilometer. Närmaste större samhälle är Jūybār, 11,3 km söder om Tal Nāz. Trakten runt Tal Nāz består till största delen av jordbruksmark.